# Zdeněk Launer
Zdeněk Launer (9. dubna 1924 Praha – 1. ledna 1945 Hoy) byl československý občan židovského původu a palubní radiotelegrafista 311. československé bombardovací perutě.

## Život

### Před druhou světovou válkou
Zdeněk Launer se narodil 9. dubna 1924 v Praze v židovské rodině Samuela Launera a Elsy, rozené Lionové. Rodina žila na Starém Městě, kde Zdeněk Launer vychodil i obecnou školu. Poté začal studovat na reálné škole.

### Druhá světová válka
Po německé okupaci v březnu 1939 byl Samuel Launer nucen z rasových důvodů po čtyřech ročnících ukončit svá studia na reálné škole. Jeho rodiče využili možnosti a odeslali jej 28. června 1939 jedním z dětských vlakových transportů organizovaných Nicholasem Wintonem do Spojeného království. Dne 20. března 1942 byl v Londýně prezentován u zde vzniklé Československé armády v zahraničí, do které byl následně 5. května téhož roku zařazen. Dne 2. září byl přijat do Royal Air Force a mezi listopadem 1942 a červencem 1943 vycvičen na palubního radiotelegrafistu a střelce. K 25. červenci 1943 byl zařazen k 311. československé bombardovací peruti, v rámci které se účastnil protiponorkových hlídkových letů nad oceánem. Dne 1. ledna 1945 ve večerních hodinách odstartoval ve stroji Consolidated B-24 Liberator GR Mk.V FL949 PP-Y pod velením Oldřicha Bureše z letiště ve skotském Tainu k dalšímu hlídkovému letu nad Severní moře. 38 minut po startu letoun během pokusu o nouzové přistání narazil do skály ostrova Hoy na Orknejích. Všichni členové posádky zahynuli. Ostatky Zdeňka Launera byly zpopelněny a popel uložen v krematoriu Golders Green v Londýně. Dosáhl hodnosti rotného.

## Ocenění

### Vyznamenání
- Pamětní medaile československé armády v zahraničí
- Československá medaile Za chrabrost před nepřítelem

### Posmrtná ocenění
- Zdeněk Launer byl in memoriam povýšen do hodnosti majora